# Bathyechiniscus tetronyx
Bathyechiniscus tetronyx är en djurart som tillhör fylumet trögkrypare, och som beskrevs av Steiner 1926. Bathyechiniscus tetronyx ingår i släktet Bathyechiniscus och familjen Halechiniscidae. Inga underarter finns listade i Catalogue of Life.